# Vystrel Mountain
Der Vystrel Mountain (russisch Гора Вызтрел Gora Wystrel, deutsch ‚Schussberg‘) ist ein 1995 m hoher und teilweise verschneiter Berg im ostantarktischen Königin-Maud-Land. Am südlichen Ende des Lomonossowgebirges ragt er 1,5 km südlich des Mount Rukhin auf.
Entdeckt und anhand von Luftaufnahmen kartiert wurde der Berg bei der Deutschen Antarktischen Expedition (1938–1939) unter der Leitung Alfred Ritschers. Eine weitere Kartierung erfolgte anhand von Luftaufnahmen und Vermessungen der Dritten Norwegischen Antarktisexpedition (1956–1960). Sowjetische Wissenschaftler nahmen zwischen 1960 und 1961 eine neuerliche Kartierung und die Benennung vor. Das Advisory Committee on Antarctic Names übertrug die russische Benennung 1970 in einer Teilübersetzung ins Englische.